# Копачки партизански одред
Копачки народноослободилачки партизански (НОП) одред (познат и под називом Заглавски и Заглавско-тимочки) је био партизанска јединица у саставу Народноослободилачке војске и партизанских одреда Југославије током Другог светског рата у Југославији. 

## Историјат
Формиран је половином септембра 1943. на истоименом подручју (измеду Кичева и села Извор). Имао је око 60 бораца, међу којима известан број учесника у илинденском устанку. Заједно са осталим јединицама Прве и Друге оперативне зоне, у првој половини октобра водио је врло тешке борбе против немачких и балистичких снага код села Извора, Малкоеца, Кленоеца и Попоеца. Половином октобра 1943. Одред је расформиран, а део његовог људства ушао је у састав јединица Прве и Друге оперативне зоне.